# Léoncel
Léoncel é uma comuna francesa na região administrativa de Auvérnia-Ródano-Alpes, no departamento de Drôme. Estende-se por uma área de 43,01 km². Em 2010 a comuna tinha 51 habitantes (densidade: 1,2 hab./km²).